# Wolfgang Schnotz

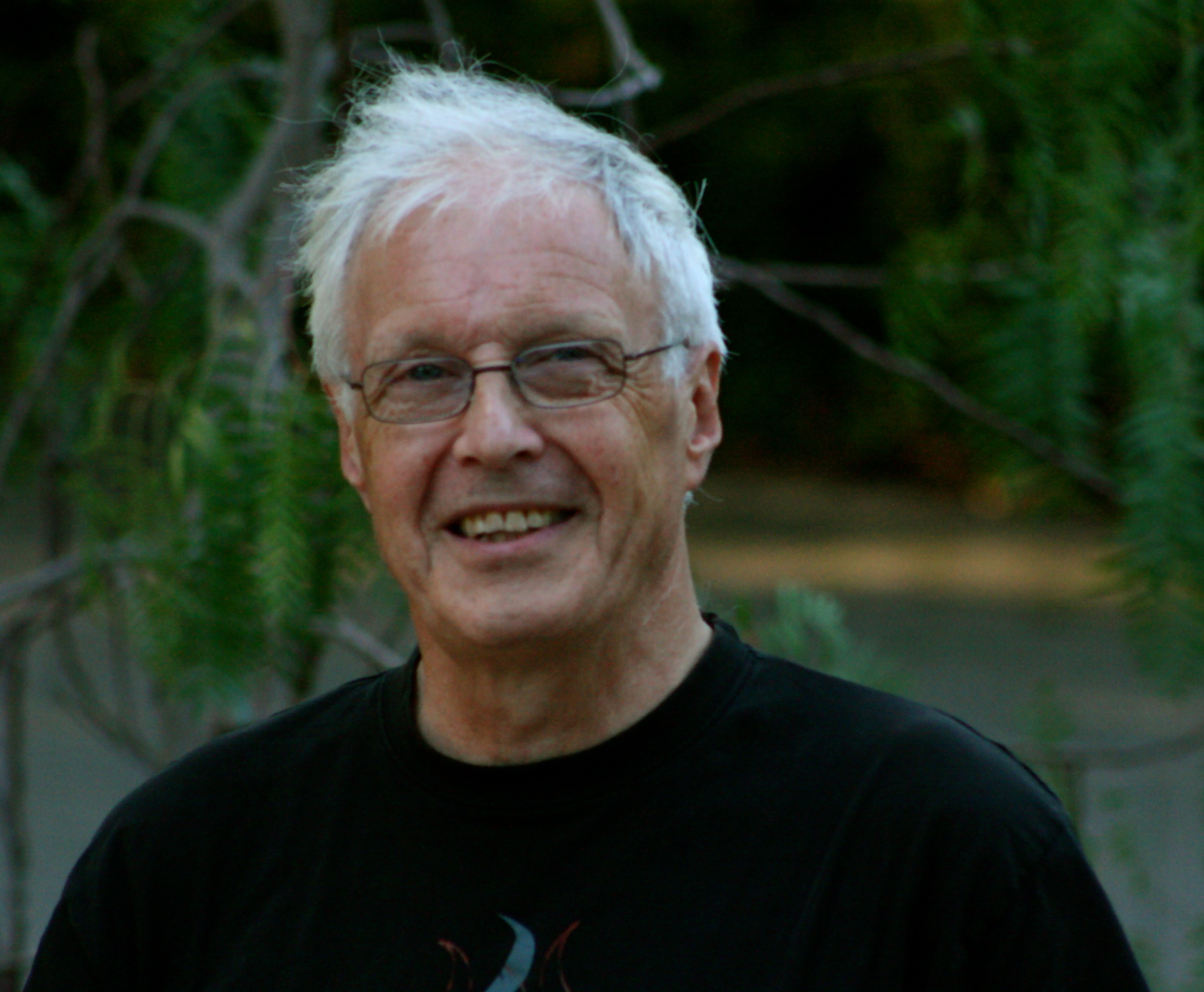
Wolfgang Schnotz, 2011

Wolfgang Schnotz (* 1946) ist ein deutscher Psychologe. Er ist emeritierter Professor für Allgemeine und Pädagogische Psychologie und an der Universität Koblenz-Landau.

## Leben
Schnotz studierte an der Universität Wien, der Universität Mannheim und der Freien Universität Berlin Psychologie, Erziehungswissenschaften, Soziologie und Völkerkunde. Nach dem Diplom 1973 in Psychologie und dem Diplom 1977 in Erziehungswissenschaften promovierte er 1978 im Fach Psychologie an der TU Berlin und habilitierte sich 1991 für Allgemeine und Pädagogische Psychologie an der Universität Tübingen.
Er war Assistent an der TU Berlin, Wissenschaftlicher Mitarbeiter und kommissarischer Leiter des Arbeitsbereichs Lernforschung am Deutschen Institut für Fernstudien an der Universität Tübingen sowie Lektor an der Universität Wien. Von 1993 bis 1995 war Schnotz Professor für Pädagogische Psychologie an der Universität Jena und ab 1995 Professor für Allgemeine und Pädagogische Psychologie an der Universität Koblenz-Landau, wo er ab 1999 die Arbeitsstelle Multimedia leitete. Ab 2010 war er Adjunct Professor am Institute of Intelligent Systems der University of Memphis. Von 2009 bis zu seiner Emeritierung 2014 war er Sprecher des DFG-Graduiertenkollegs „Unterrichtsprozesse“ der Universität Koblenz-Landau.
Schnotz war Mitglied der International Reading Expert Group im Rahmen der PISA-Studien im Auftrag der OECD. Er war Chief-Editor der Zeitschrift Learning and Instruction sowie Mitglied im Editorial Board zahlreicher internationaler Zeitschriften. Er hat Forschungsbeiträge zum Textverstehen, multimedialen Lernen, Lernen mit Animationen und Conceptual Change geleistet. Seine aktuellen Forschungsinteressen liegen im Bereich der integrativen Verarbeitung von multiplen Repräsentationen.

## Schriften
- Integrated Model of Text and Picture Comprehension. In: R.E. Mayer & L. Fiorella (Hg.): The Cambridge Handbook of Multimedia Learning. Cambridge: Cambridge University Press, 2020, S. 82–99.
- Pädagogische Psychologie kompakt (3. Auflage). Weinheim: Beltz, 2019, ISBN 978-3-62128598-8. [=Lehrbuch]
- Schnotz, W. & Wagner, I.: Construction and Elaboration of Mental Models Through Strategic Conjoint Processing of Text and Pictures. In: Journal of Educational Psychology, 110 (6), 2018, S. 850–863.
- Schnotz, W. & Baadte, C.: Surface and Deep Structures in Graphics Comprehension. In: Memory & Cognition, 4 (4), 2015, S. 605–618.
- Mitautor: Strategy shifts during learning from texts and pictures. In: Journal of Educational Psychology 106 (4), 2014, S. 974–989.
- Schnotz, W. & Lowe, R.K.: A unified view of learning from animated and static graphics. In: R.K. Lowe & W. Schnotz (Hg.): Learning with animation. Research implications for design. New York: Cambridge University Press, 2008, S. 304–356.
- Schnotz, W. & Kürschner, C.: A reconsideration of cognitive load theory. In: Educational Psychology Review, 19 (4), 2007, S. 469–508.
- Schnotz, W. & Bannert, M.: Construction and interference in learning from multiple representations. In: Learning and Instruction, 13, 2003, 141–156.
- Schnotz, W. & Kulhavy, R.W. (Hg.): Comprehension of graphics. Volume in the series Advances in Psychology. Amsterdam: Elsevier, 1994, ISBN                                                                      978-0-44454856-6.
- Aufbau von Wissensstrukturen. Untersuchungen zur Kohärenzbildung beim Wissenserwerb mit Texten. Weinheim: Beltz, 1994. [=Habil.]
- Lerndiagnose als Handlungsanalyse. Ein theoretischer und empirischer Beitrag zum Problem der Bestimmung individueller Lernzustände. Weinheim: Beltz, 1979. [=Diss.]